# Janirella fusiformis
Janirella fusiformis är en kräftdjursart som beskrevs av Yakov Avadievich Birstein1963. Janirella fusiformis ingår i släktet Janirella och familjen Janirellidae. Inga underarter finns listade i Catalogue of Life.